# Fabiana Cristine da Silva
Fabiana Cristine da Silva (Recife, 3 de setembro de 1978) é uma atleta brasileira.

## Biografia
Aos 9 anos, já praticava atletismo na periferia de Camaragibe, no Recife.
Em 1996 mudou-se para São Paulo e integrou a Funilense, equipe que viria a se transformar no Clube de Atletismo BM&FBOVESPA.
Integrou a delegação nacional que disputou os Jogos Pan-Americanos de 2011 em Guadalajara, no México.

## Resultados importantes[2]
1.500 m
- Recorde brasileiro juvenil, com 4min16s07 (Havana/1997)
- Campeã no Pan-Americano Juvenil de Havana/1997
- Campeã do Troféu Brasil/2011

3.000 m
- Recorde brasileiro juvenil, com 9min26s00 (São Leopoldo/1997)

5.000 m
- Recorde brasileiro juvenil, com 16min23s68 (Rio de Janeiro/1997)
- Campeã no Troféu Brasil/2010
- Medalha de prata no Troféu Brasil/2012 (16min14s76)
- Medalha de prata no Troféu Brasil/2011

10.000 m
- Campeã no Troféu Brasil/2010
- Medalha de prata no Troféu Brasil/2012 (34min05s77)

Corrida de rua 15 km
- Medalha de prata na Corrida Internacional de São Silvestre/2008